# Xylophanes resta
Xylophanes resta är en fjärilsart som beskrevs av Rothschild och Jordan 1903. Xylophanes resta ingår i släktet Xylophanes och familjen svärmare. Inga underarter finns listade i Catalogue of Life.

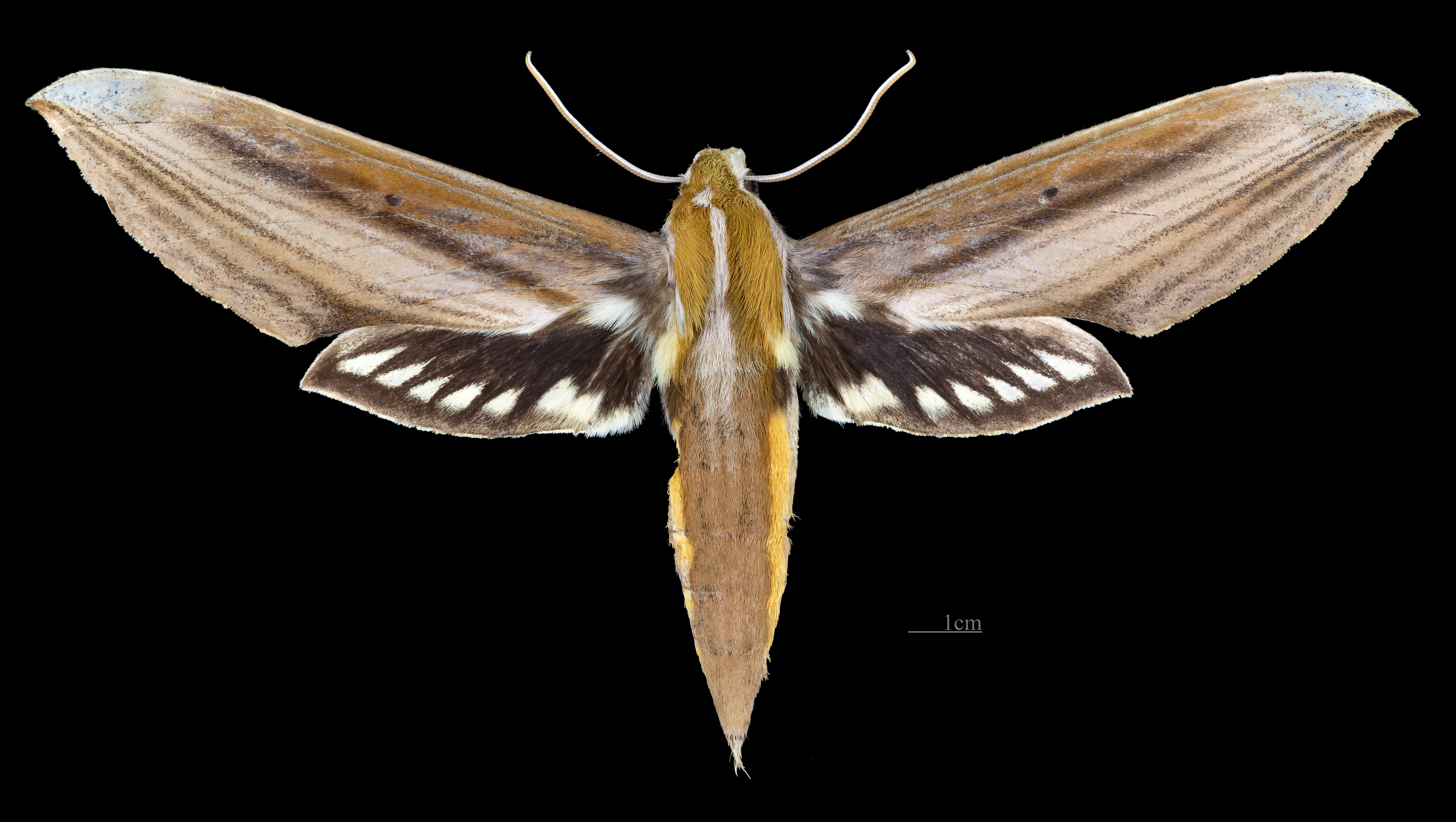
Xylophanes resta  ♀
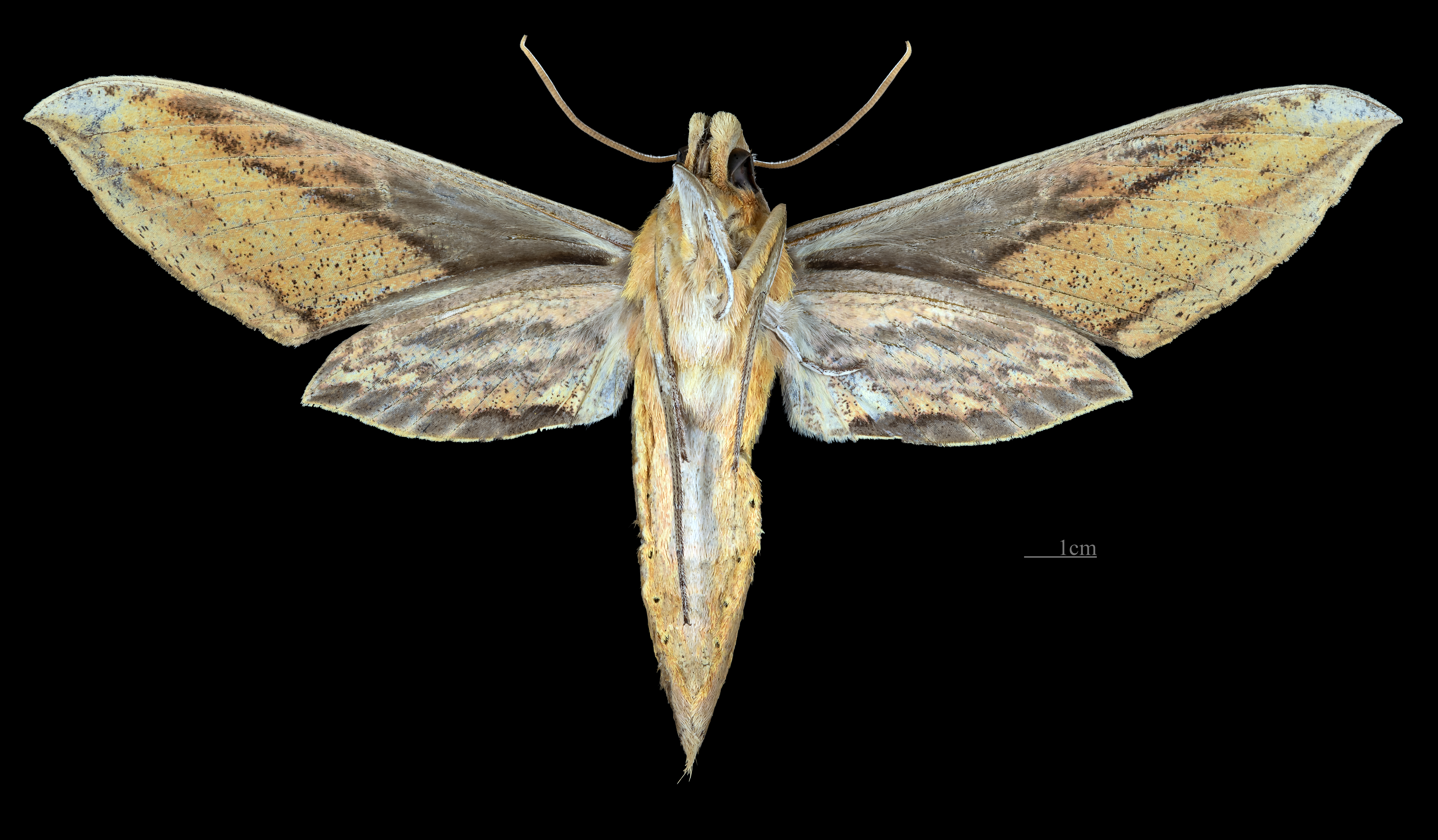
Xylophanes resta  ♀ △